# Kapla
Kapla je naselje v Občini Tabor. 
Kapla je razloženo naselje in leži ob magistralni cesti Celje - Ljubljana. V naselju stoji kmetski dvorec pri Bobnarjevih iz Napoleonovih časov. H Kapli spadajo zaselki Drago-polje, Gorjakovo in Ubožno.